# フークイ県

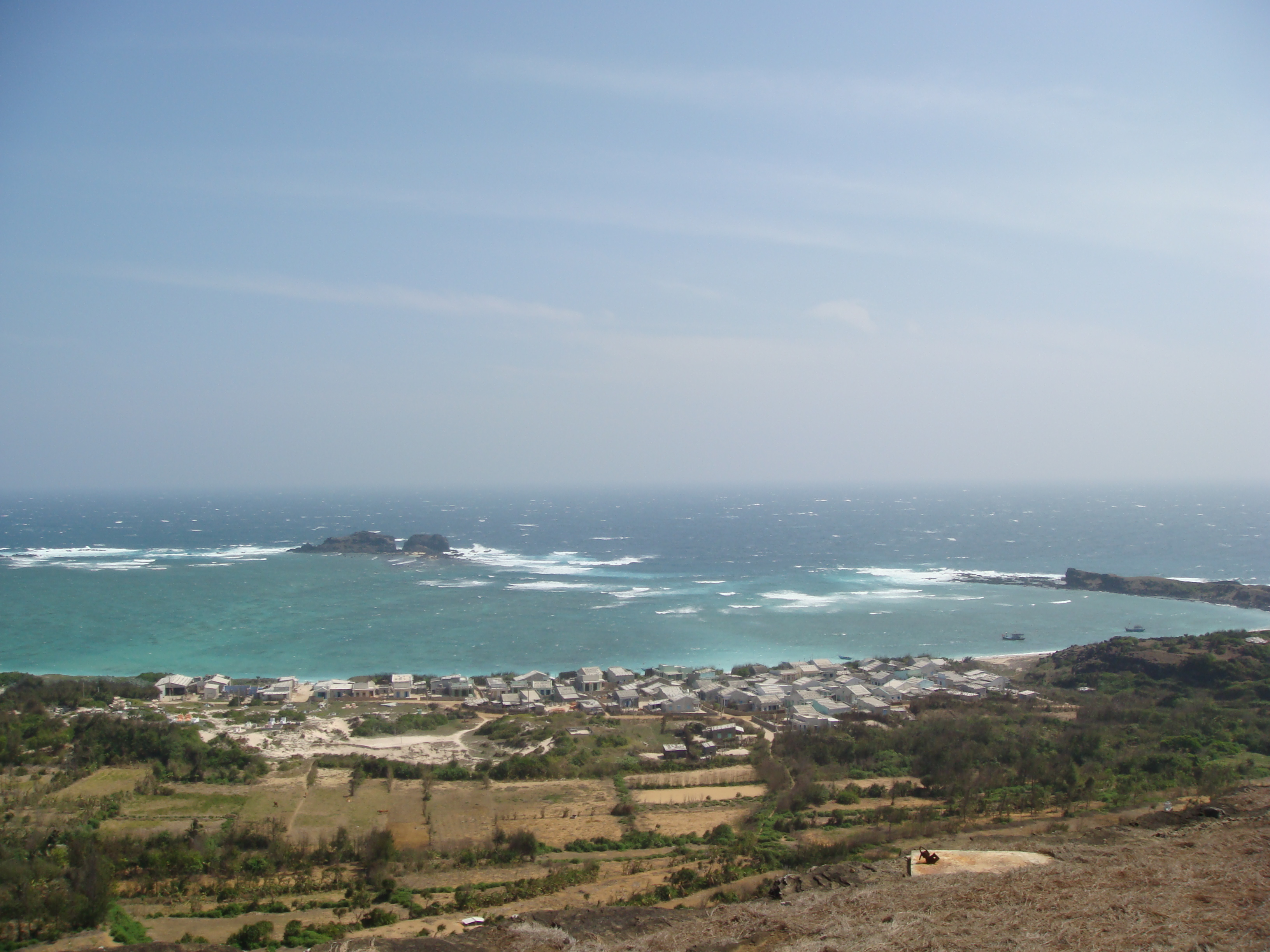

フークイ県（フークイけん、ベトナム語：Huyện Phú Quý / 縣富貴?）は、ベトナム社会主義共和国ビントゥアン省の県である。フークイ島に位置しており、面積は17.4km²、人口は30,971人（2018年）である。

## 行政区画
以下の3社から構成される。
- グーフン社（Ngũ Phụng / 五鳳）
- タムタイン社（Tam Thanh / 三清）
- ロンハイ社（Long Hải / 龍海）